# Căn cứ không quân Wright–Patterson
Căn cứ không quân Wright–Patterson (phát âm như "ray pát-tơ-sân") là một căn cứ Không quân Hoa Kỳ thuộc các quận Greene và Montgomery ở tiểu bang Ohio, Hoa Kỳ, và khu ngoại ô của Dayton, Ohio. Theo Thống kê Dân số Hoa Kỳ năm 2000, căn cứ không quân có dân số 6.656. Căn cứ không quân này được đặt tên theo Wilbur Wright và Frank Stuart Patterson. Năm 1995, cuộc đàm phán tại căn cứ không quân này dẫn đến Hòa ước Dayton để kết thúc Chiến tranh Bosnia.

## Địa lý

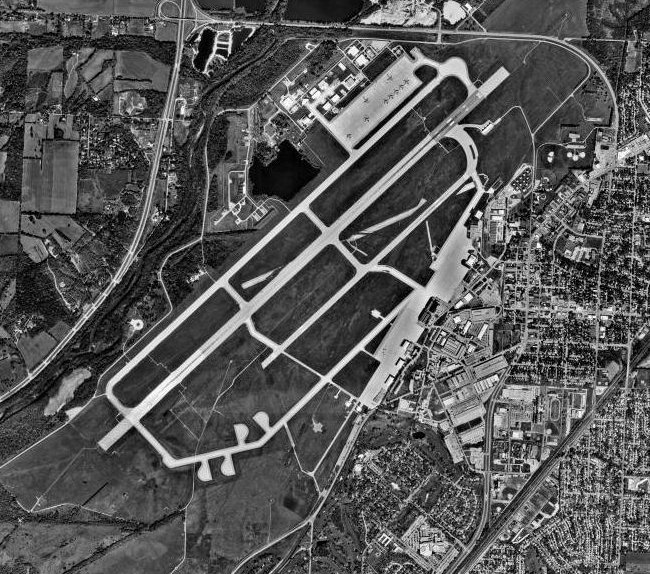
Hình từ không trung ngày 10 tháng 10 năm 2000

Căn cứ không quân Wright–Patterson nằm tại tọa độ 39°49′23″B 84°2′58″T / 39,82306°B 84,04944°T (39,823056, −84,049444).
Theo Cục Thống kê Dân số Hoa Kỳ, căn cứ không quân này có tổng diện tích là 11,8 km² (30,5 sq mi). Trong đó, 11,7 km² (30,3 sq mi) là đất và 0,1 km² (0,2 sq mi) là nước. Diện tích mặt nước chiếm 0,76% tổng diện tích. Căn cứ không quân này nằm 251 m (823 ft) trên mực nước biển.

## Nhân khẩu
Theo Thống kê Dân số Hoa Kỳ năm 2000, căn cứ không quân có dân số 6.656 người, 1.754 gia hộ, và 1.704 gia đình sống trong căn cứ không quân. Mật độ dân số là 219,8 người/km² (569,2 người/sq mi). Có 2.096 đơn vị nhà ở với mật độ trung bình 69,2 người/km² (179,2 người/sq mi). Trong dân số căn cứ không quân này, 76,11% là người da trắng, 15,25% là người da đen hay Mỹ gốc Phi, 0,45% là người Mỹ bản thổ, 2,30% là người gốc Á, 0,12% là người gốc Thái Bình Dương, 2,09% từ các chủng tộc khác, và 3,68% từ hơn một chủng tộc. 4,45% dân số là người Hispanic hay Latinh thuộc một chủng tộc nào đó. (Xem Chủng tộc và dân tộc trong Thống kê Dân số Hoa Kỳ.)
Trong số 1.754 gia hộ ở trong căn cứ không quân có 78,1% hộ có trẻ em dưới 18 tuổi sống chung với họ, 89,0% là đôi vợ chồng sống với nhau, 6,1% có một chủ hộ nữ không có mặt chồng, và 2,8% không phải gia đình. 2,6% gia hộ có cá nhân sống riêng. Cỡ hộ trung bình là 3,60 người và cỡ gia đình trung bình là 3,64 người.
Trong căn cứ không quân, 42,5% dân số chưa 18 tuổi, 11,6% từ 18–24 tuổi, 41,5% từ 25–44 tuổi, 4,2% từ 45–64 tuổi, và 0,2% từ 65 tuổi trở lên.
Thu nhập trung bình của một gia hộ trong căn cứ không quân là 43.342 đô la mỗi năm và thu nhập trung bình của một gia đình là 43.092 đô la. Phái nam có thu nhập trung bình 30.888 đô la so với 21.044 đô la của phái nữ. Thu nhập bình quân đầu người là 15.341 đô la. Có 1,6% của các gia đình và 1,8% dân số sống dưới mức nghèo khổ, trong đó có 2,4% những người chưa 18 tuổi và không có người nào 65 tuổi trở lên.